# Мејплтаун (Јута)
Мејплтаун (енгл. Mapleton) град је у америчкој савезној држави Јута.

## Демографија
По попису из 2010. године број становника је 7.979, што је 2.17 (37,4%) становника више него 2000. године.
| Група             | 2000.         | 2010.         |
| Белци             | 5.611 (96,6%) | 7.424 (93,0%) |
| Афроамериканци    | 8 (0,1%)      | 22 (0,3%)     |
| Азијати           | 20 (0,3%)     | 39 (0,5%)     |
| Хиспаноамериканци | 119 (2,0%)    | 279 (3,5%)    |
| Укупно            | 5.809         | 7.979         |